# Hildolf
Hildolf (* vor 1061; † 21. Juli 1078) war von 1076 bis 1078 Erzbischof des Erzbistums Köln.

## Herkunft
Seine Herkunft und Abstammung sind nicht abschließend geklärt. Da er nur in sehr wenigen Dokumenten erwähnt wird, nimmt man an, dass er von niederer Herkunft war. Das Xantener Totenbuch bezeichnet ihn als „Bruder“, so dass er möglicherweise vom Niederrhein stammt.
Hildolf wurde, bevor er Erzbischof wurde, als Kanoniker beim Goslarer Stift erwähnt und war Hofkaplan von König Heinrich IV.

## Erzbischof
Mitten im Investiturstreit erhielt er Anfang 1076 das Amt des Erzbischofs von Köln. Hildolf soll sich angeblich gegen diese Ernennung gesträubt haben, war aber schließlich dem Wunsch des Königs gefolgt. Auch die Kölner sperrten sich gegen die Wahl des Königs und bezeichneten Hildolf als klein, unansehnlich, von dunkler Herkunft und bei Hofe unbeliebt. Schließlich beugten sich die Kölner Gesandten, so dass Heinrich IV. ihn noch in Goslar durch den Bischof von Utrecht weihen ließ. Angeblich versprach er den Verwandten des Bischofs hierfür das Bistum Paderborn. Bei Hildolfs Einzug in die Stadt Köln kam es zu Ausschreitungen der Kölner Bürger, die zwei Jahre zuvor bereits seinen Vorgänger Erzbischof Anno II. mit einem Aufstand aus der Stadt vertrieben hatten.
Auf der Reichsversammlung im Mai 1076 in Worms, auf der Heinrich IV. den Papst abgesetzt lassen wollte, war er als einer der wenigen Bischöfe beteiligt. Er weilte auch weiter bei Hofe, bis Ende Oktober 1076 der Fürstentag zu Trebur den König zwang, seine Räte zu entlassen. Als der König nach dem Gang nach Canossa seine Räte wieder zurückholte, war Hildolf nicht mehr unter ihnen.
Angeblich war Hildolf ab Sommer 1076 unter den von Papst Gregor VII. Gebannten, da er zu den Anhängern Heinrich IV. gehörte. Dem entspricht, dass er bis zu seinem Tod das Pallium nie erhalten hat. Trotzdem wurde er in Köln anerkannt.
Hildof wurde im Kölner Dom beigesetzt.